# Alliance démocratique de Mongolie méridionale
L'Alliance démocratique de Mongolie méridionale est un mouvement fondé en 1992 par Hada et d'autres étudiants mongols ayant pour objectif l'autodétermination de la Mongolie-Intérieure.

## Origine historique
Dans les années 1980, Xi Haiming (Mongol : Temtselt Shobshuud), Huchuntegus (Chinois : Hu Qing Te Gu Si), Wang Manglai (Chinois : Wang Mang Lai) et Hada, tous trois étudiants dans les universités de Hohhot, ont envisagé de fonder le Parti du peuple de Mongolie intérieure, un parti politique pour les Mongols de Mongolie-Intérieure. Plus tard, les individus de l'est et de l'ouest de Mongolie Intérieure se sont divisés et en conséquence, Huchuntegus a établi l'Association d'Ordos de Culture Ethnique dans la Ligue de Ikh Juu (maintenant la Ville d'Ordos); alors que Hada a établi l'Alliance démocratique de Mongolie méridionale. Xi Haiming a fui son pays et a établi le Parti du peuple de Mongolie intérieure à New York, en mars, 1997.
Hada et d'autres activistes mongols dont Tegexi ont créé en mai 1992 le Comité de Sauvegarde de la Culture Mongole qui sera rebaptisé ultérieurement l'Alliance démocratique de Mongolie méridionale. Hada en a été élu président. En 1994, le groupe a commencé la publication d'un périodique, la Voix de la Mongolie du Sud, et, en 1995, a rédigé une nouvelle Constitution qui décrit la mission principale de l'Alliance : "s'opposer à la colonisation par les Hans et luttent pour l'autodétermination, la liberté et la démocratie dans la Mongolie du sud."
Le 10 décembre 1995, la maison d’Hada fut saccagée par la police du Bureau de la sécurité publique de la Mongolie intérieure, qui ont confisqué de nombreux documents relatifs à l'Alliance, ainsi que les noms et adresses de plus de 100 chercheurs internationaux avec lesquels Hada avait correspondu. Le lendemain, les autorités ont détenu et interrogé Hada sur les activités de l'Alliance. La Voix de la Mongolie du Sud, sera interdit en 1995, et les autorités chinoises continuent d’interdire sa parution.

## Note
1. ↑  “Inner Mongolian People’s Party” and the basic facts about its key members
2. ↑  Chine rapport annuel 2002